# Hógen-lázadás

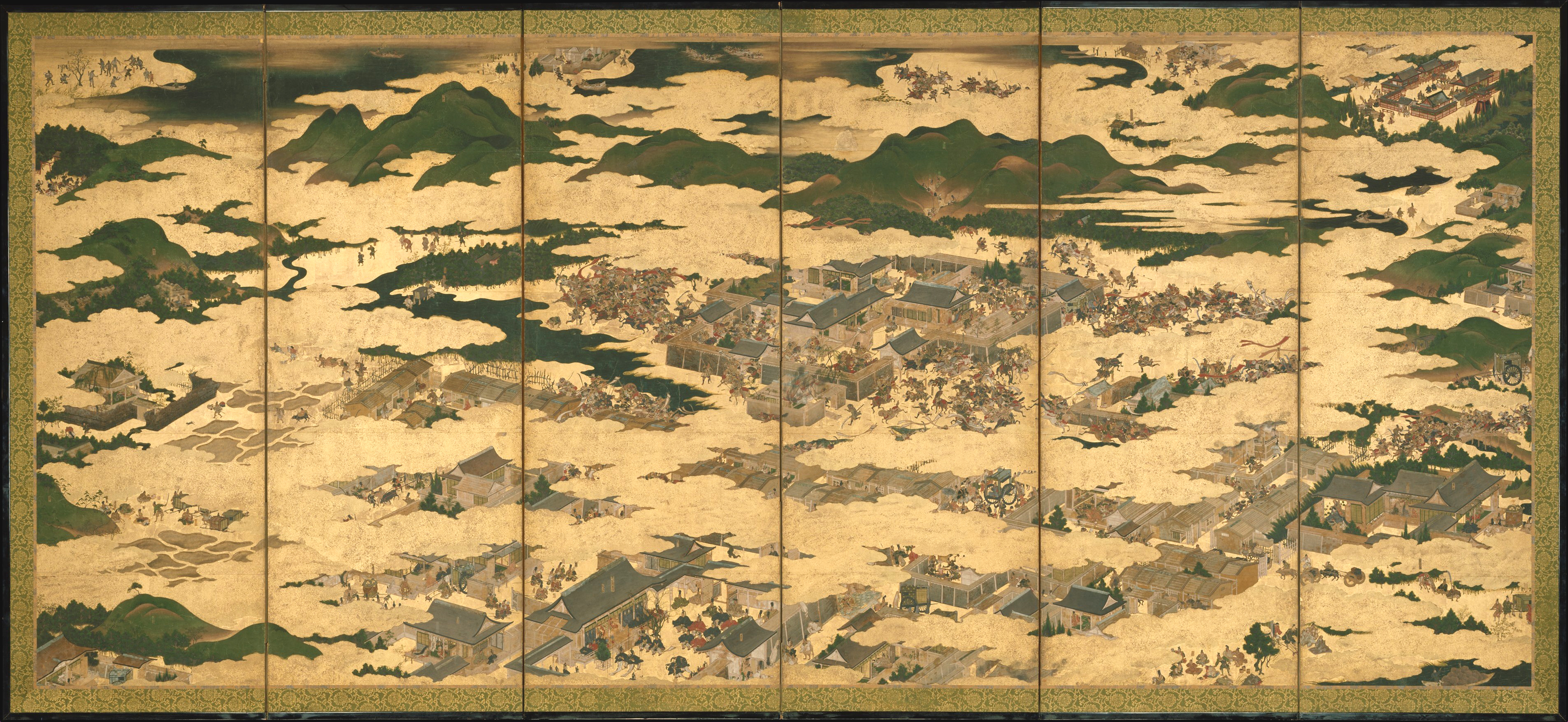

A Hógen-lázadás (japánul: 保元の乱, Hógen no ran) a Fudzsivarák udvaroncdinasztiájának és a japán császári ház különböző ágainak első fegyveres konfliktusa volt 1156-ban, a Heian-kor Hógen-érájának 1. évében. Mind az uralkodót, Go-Sirakavát, mind a visszavonult császárt, Szutokut egy-egy Fudzsivara fivér támogatta, a segítségül hívott Tairák és Minamotók szamurájklánjai azonban megoszlottak: apák és fiak, illetve fivérek és fivérek álltak egyik vagy a másik oldalra. Go-Sirakava pártja győzedelmeskedett, a klánok rendet tettek a maguk háza táján: egy-egy Minamotót és Tairát kivégeztek, köztük a későbbi híres Minamoto fivérek, Joritomo és Josicune nagyapját, akiknek apja, Jositomo ugyanúgy a győztesek között volt, mint a későbbi Taira fivérek apja, Kijomori, majd hamarosan egymásnak estek, eldöntendő, hogy ki legyen az úr az új helyzetben, Taira no Kijomori vagy Minamoto no Jositomo nemzetsége-e.

## Lásd még
- Heidzsi-lázadás
- Taira–Minamoto-háború